# Albert Outler
Albert Cook Outler (Thomasville, 17 novembre 1908 – 1º settembre 1989) è stato un presbitero, teologo e filosofo statunitense della Chiesa metodista..
Ecumenista, è considerato uno dei più importanti studiosi di Wesley e il primo vero teologo della Chiesa metodista unita.

## Biografia
Nato e cresciuto in Georgia, Albert Otler, dopo essere stato ordinato sacerdote, prestò servizio come anziano in diverse posizioni della Chiesa metodista. Si laureò al Wofford College e in seguito conseguì il dottorato in filosofia presso l'Università di Yale. Insegnò qui e all'Università Duke, prima di niziare una lunga carriera accademica alla Southern Methodist University, nel Texas. Fu docente di storia cristiana, teologia cristiana, dottrina cristiana e studi wesleyani.
Fu membro della Consulta sull'Unione della Chiesa (Consultation on Church Union, COCU), movimento ecumenico attivo dal 1962 al 2002, nonché del consiglio di amministrazione di Fede ed Ordine (in seno al Consiglio Ecumenico delle Chiese). Fu osservatore ufficiale della Chiesa metodista durante il Concilio Vaticano II. Fu una figura-chiave del movimento ecumenico del XX secolo.

## Attività teologica
Outler fu autore del volume intitolato John Wesley  per la serie editoriale The Library of Protestant Thought e dell'edizione critica dei suoi Sermons, per il progetto Works of John Wesley. La biografia propose Wesley come un teologo importante per la tradizione occidentale.
Outler è in larga misura riconosciuto dagli studiosi come il primo ad avere compreso il metodo teologico di Wesley, che egli schematizzò nel cosiddetto Quadrilatero wesleyano: Sacra Scrittura, Tradizione sacra, ragione ed esperienza personale. Questa schematizzazione è diffusa in tutto il Metodismo e nella Chiesa Metodista Unita in modo particolare. Mediante questo modello, Outler svolse un ruolo chiave nella definizione della teologia della Chiesa Metodista Unita, dopo la sua costituzione nel 1968. Alcuni studiosi arguirono che il suo contributo più originale fu l'aver introdotto il concetto di "Tradizione" all'interno della teologia wesleyana.
Con i suoi numerosi riferimenti alle origini del Cristianesimo, si impose come un'autorità per il Movimento paleo-ortodosso e per l'Evangelicalismo, in particolare per Thomas C. Oden.
Scrisse libri e articoli di patrologia, psicoterapia e teologia, la maggior parte dei quali è stata raccolta nella collana editoriale Albert Outler Library della casa editrice Bristol House.